# Filippo Pigafetta

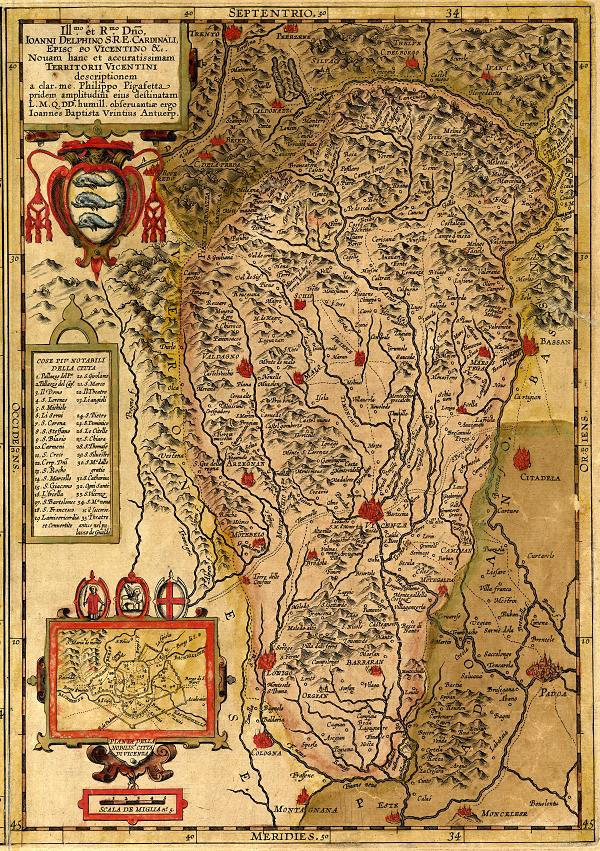
Kaart van het land van Vicenza. Van Filippo Pigafetta, Novam hanc et accuratissima Territorii Vicentini descriptionem, in Abraham Ortelius, Theatro del mondo, Anversa, 1608. Vicenza, Biblioteca Civica Bertoliana.

Filippo Pigafetta (Vicenza, 1 mei 1533 - Vicenza, 26 oktober 1604) was een Italiaanse wiskundige en ontdekkingsreiziger.

## Achtergrond
Pigafetta's Relatione del reame del Congo (Een verslag van het Koninkrijk Congo en van de omliggende landen) uit 1591 werd vertaald in het Engels, Latijn (als Regnum Congo), Frans, Nederlands en Duits. Hierin legt Pigafetta uit dat paus Sixtus V hem opdracht gaf om het verslag van Duarte Lopez te transcriberen, een Portugese handelaar die twaalf jaar in Kongo had doorgebracht. Lopez hoopte dat de paus hem steun zou geven in zijn missie naar de Kongolezen, maar dit gebeurde niet: hij keerde terug naar Afrika en werd niet meer gehoord. Lopez' verhaal geeft een gedetailleerd verslag van zijn reis op het schip van zijn oom, en de geschiedenis en geografie van het koninkrijk Kongo en zijn zes administratieve regio's onder de heerschappij van zijn koning (door Lopez 'Don Alvarez' genoemd). Het verslag toont de omvang van de Portugese verkenningstochten door Centraal-Afrika in de zestiende eeuw, waar latere ontdekkingsreizigers zich niet van bewust waren.
In 1608 publiceerde Pigafetta een Italiaanse versie van het Theatrum Orbis Terrarum van Abraham Ortelius.

## Werken
- (vert.) Le monteurhe van Guidobaldo del Monte . 1581.
- Discorso di M. Filippo Pigafetta d'intorno all'historia della aguglia, et alla ragione del muouerla, 1586
- (tr.) Trattato Brieve dello Schierare in Ordinanza gli Eserciti et dell'apparecchiamento della guerra door Leo VI de Wijze, 1586.
- Relatione del Reame di Congo and delle circonvicine contrade tratta dalli scritti & ragionamenti di Odoardo Lopez Portoghese, 1591.
  - Vertaald door Abraham Hartwell als een rapport van het koninkrijk Congo, een regio in Afrika : En van de landen die ongeveer hetzelfde grenzen. 1. Waarin ook wordt aangetoond dat de twee zones torrida en frigida niet alleen bewoonbaar zijn, maar bewoond en zeer gematigd, in tegenstelling tot de mening van de oude filosofen. 2. Dat de zwarte kleur die in de huid van de Ethiopiërs en Negroïden zit &c. komt niet voort uit de zon. 3. En dat de Riuer Nilus niet uit de bergen van de Moone ontspringt, zoals tot nu toe werd geloofd: samen met de ware oorzaak van het stijgen en toenemen daarvan. 4. Naast de beschrijving van diuersplanten, vissen en dieren, die in die landen voorkomen. Ontleend aan de geschriften en verhandelingen van Odoardo Lopez a Portingall, door Philippo Pigafetta, 1597.
- (tr.) Compendio dal Theatro del Mondo van Abraham Ortelius . 1612. Vertaald uit het Latijnse Theatrum Orbis Terrarum .

- Bibsys: 90804672
- Biblioteca Nacional de España: XX824465
- Bibliothèque nationale de France: cb125313407 (data)
- CiNii: DA02166660
- Gemeinsame Normdatei: 120560194
- International Standard Name Identifier: 0000 0000 8076 2363
- Library of Congress Control Number: n50009848
- Nationale Bibliotheek van Tsjechië: jn20031222024
- Nationale bibliotheek van Australië: 35422956
- Nationale Bibliotheek van Israël: 987007463523905171
- Nationale en Universitaire bibliotheek Zagreb: 000388667
- Nederlandse Thesaurus van Auteursnamen: 069455740
- Istituto Centrale per il Catalogo Unico: CFIV045147
- LIBRIS: 348055
- SNAC: w64534fd
- Système universitaire de documentation: 034570837
- Trove: 947271
- Union List of Artist Names: 500185889
- Virtual International Authority File: 7499165
- WorldCat: E39PBJyCyXTvRCw7wX9ybWmKh3